# Streptocarpus burmanicus
Streptocarpus burmanicus är en tvåhjärtbladig växtart som beskrevs av William Grant Craib. Streptocarpus burmanicus ingår i släktet Streptocarpus och familjen Gesneriaceae. Inga underarter finns listade i Catalogue of Life.